# Opération Romanov

Opération Romanov (The Romanov Conspiracy) est un roman irlandais du genre thriller écrit par Glenn Meade et sorti aux États-Unis chez Howard Books en 2012. Il a été publié en français chez City Éditions en 2012. Il raconte l'histoire d'un groupe d'aventuriers dont le but est de faire évader la famille Romanov de la villa Ipatiev d'Iekaterinbourg en 1918.

## Résumé
Une archéologue d'origine russe, Laura Pavlov, dirige des fouilles dans une forêt près d'Iekaterinbourg. La découverte d'un corps de femme gelé dans le permafrost la bouleverse quelque peu, d'autant plus qu'un fils d'immigré russe établi en Irlande, Michael Iakov, lui avait prédit cette découverte dans une lettre. Laura se rend en Irlande dans le but de rencontrer cet homme mystérieux. Ils se voient dans le cottage où il habite et elle lui demande comment il a fait pour deviner qu'ils découvriraient le corps de cette femme. Il lui raconte alors une longue histoire, celle d'un groupe de personnes qui ont tenté de faire évader la famille Romanov d'Iekaterinbourg en 1918.
Il y a Iouri Andrev, ancien officier de l'armée impériale, qui s'est évadé d'un camp de prisonniers et qui est recherché par le tchékiste Leonid Iakov, le père de Michael, qui le soupçonne d'avoir tué son frère Stanislas. Il y a Philip Sorg, un Russe devenu espion américain qui est tombé amoureux de la fille cadette du tsar, Anastasia, alors qu'il fut brièvement son professeur de piano. Il y a Lydia Ryan, une nationaliste irlandaise qui lutte contre la Grande-Bretagne et qui a été enrôlé dans cette histoire presque contre son gré.
Le plan d'évasion a été conçu par Hanna Volkov et Joe Boyle. Hanna Volkov est une actrice de théâtre mariée à Russe millionnaire qui a réussi à s'échapper de Russie après la prise du pouvoir par Lénine et qui finance en grande partie l'opération. Joe Boyle, un Canado-Irlandais qui a été membre de l'armée canadienne et qui a eu l'audace de voler le trésor roumain du Kremlin au nez et à la barbe des bolcheviks, supervise l'opération. C'est lui qui a enrôlé les participants et il doit se rendre également en Russie comme chef du commando.
Pendant ce temps, en Russie, Leonid Iakov, dont la rancune envers Andrev est acharnée, reçoit de Trotski l'ordre de superviser l'exécution de la famille impériale. À Iekaterinbourg, Sorg est le premier arrivé sur place. Il surveille depuis six mois les résidences successives où était emprisonnée la famille impériale. Il envoie en secret une note d'encouragement à Anastasia mais elle est aussitôt interceptée. Kazan, un ancien membre de l'Okhrana maintenant à la solde des Rouges, est à la recherche de Sorg et il loge également à Iekaterinbourg. Sorg connait bien Kazan car il a jadis torturé et tué son père. Kazan et Iakov font alliance mais Iakov ne l'aime pas. Sorg, lui, tombe dans un guet-apens monté par Kazan. Il réussit à fuir et se réfugie au couvent de Novo-Tikhvinski où quelques religieuses participent au projet de faire évader les Romanov. C'est d'ailleurs à ce couvent qu'Andrev, Lydia Ryan et Boyle doivent rejoindre Sorg avant l'évasion.
La veille du départ du groupe pour la Russie, Hanna Volkov est victime d'un attentat à Londres. Andrev, Boyle et Lydia partent d'Angleterre dans un Ilia Mouromets, un des premiers avions à passagers construit par Igor Sikorsky en personne, qui est censé être capable de les emmener jusqu'en Russie. Après avoir posé Boyle près de Riga, ils continuent vers Saint-Pétersbourg mais sont attaqués par un avion allemand. Ils réussissent à l'abattre mais l'Ilia est touchée et ils doivent se poser en catastrophe. Seuls Andrev et Lydia parviennent à survivre à l'écrasement dans un champ de blé. Ils se rendent en train à Moscou. Là, Andrev tente de voir sa femme et son fils afin de les persuader de repartir en Angleterre avec lui. Il tombe dans un guet-apens monté par Iakov mais réussit à s'en tirer grâce à Lydia.
À Iekaterinbourg, les gardes de Kazan ont fini par fouiller le monastère où s'était réfugié Philip Sorg mais celui-ci a eu le temps de s'enfuir et a trouvé une autre cachette chez Oleg Markov, entrepreneur en pompes funèbres, complice des religieuses. Markov lui fournit un plan des tunnels qui tapissent le dessous de la vieille ville et qui communiquent avec la maison Ipatiev. Sorg va les inspecter mais tombe malheureusement sur Kazan qui réussit à s'en emparer.
Joe Boyle réussit à arriver à Iekaterinbourg avant Andrev qui a eu des ennuis sur la route. Lui et Lydia ont été faits prisonniers par un déserteur, le sergent Mersk, celui même qui a tué le frère de Iakov. Les deux complices ont miraculeusement réussi à s'échapper en tuant Mersk au passage. Celui-ci avait averti Iakov par télégraphe qu'il avait capturé Andrev et Iakov était allé à sa rencontre. Andrev et Lydia embarquent secrètement dans le train de Iakov, neutralise celui-ci et font séparer la locomotive des autres wagons, laissant les hommes de Iakov dans la nature. C'est avec la locomotive qu'ils parviennent finalement à Iekaterinbourg y rejoindre Boyle.
Iakov arrive également à Iekaterinbourg après avoir appris qu'il était le frère d'Andrev. Il fait libérer Sorg au grand dam de Kazan, sachant qu'il est son complice, en lui donnant un pli qu'il doit remettre à Andrev. Celui-ci doit se rendre à un rendez-vous qu'il lui a donné pas tellement loin de la maison Ipatiev. Andrev s'y rend, rencontre Iakov qui parle de l'emmener dans son train pour le faire fuir de Russie mais en abandonnant les Romanov à leur sort. Mais Andrev est venu avec Boyle et capture Iakov. C'est avec lui qu'il se rend à la maison Ipatiev en passant par les tunnels. Mais ils arrivent trop tard. Tous les Romanov ont été massacrés dans l'une des caves de la villa. Seule Anastasia est vivante mais inconsciente et baignant dans son sang. Les pierres précieuses cousues dans ses sous-vêtements l'ont préservé. Le groupe l'emmène par les tunnels vers la gare où il pense l'évacuer avec le train d'Iakov.
Le train est cependant assiégé par les hommes de Kazan qui se doutait de quelque chose. Kazan entre dans le train pour commander au groupe de se rendre. Sorg, qui a de bonnes raisons de lui en vouloir, le tue. Iakov, qui a beaucoup à se faire pardonner, prend alors les choses en main. Il prend le commandement des troupes de Kazan et leur ordonne de laisser passer le train. Tous partent, emmenant Anastasia, excepté Lydia qui reste avec Iakov pour servir d'assurance que sa petite fille sortira de Russie, ce que lui a promis Boyle. 
Laura Pavlov est éberluée lorsqu'elle entend cette histoire. Elle décide de faire sa petite enquête, interroge des experts sur Boyle, sur Lydia Ryan, sur Andrev, sur Iakov et s'aperçoit que tout se recoupe. Le corps trouvé dans le permafrost est celui de Lydia Ryan qui n'a pu s'échapper de Russie et qui est la mère de Michael Iakov. Quant à Anastasia, elle a survécu pour un temps au massacre des Romanov.

## Les principaux messages

### De nos jours
- Laura Pavlov : codirectrice d'une équipe d'archéologues médico-légaux dont le but est la recherche de vestiges des exécutions massives de 1918 par les bolcheviks aux environs d'Iekaterinbourg.
- Michael Iakov : immigré russe, il s'est établi en Irlande dans les années 1970. Fils de Iouri Andrev et de Lydia Ryan, il a été adopté par Leonid Iakov qui a pris soin de lui.
- Roy Moran  : superviseur des fouilles à Iekaterinbourg.
- Frank Evans : professeur d'histoire américain qui renseigne Laura Pavlov sur les exploits de Joe Boyle.
- Maxime Petrovsky : ingénieur du génie civil vivant à Riga. Un des ingénieurs responsables de la démolition de la villa Ipatiev en 1977.
- Vadim Fomenko : historien officiel du KGB puis critique du PCUS, il doit fuir l'URSS. Expert dans l'affaire Romanov.

### En 1918
- Iouri Andrev : ancien officier de l'armée impériale. Capturé par les hommes de Iakov, il réussit à s'enfuir et se réfugie à LOndres. Embauché par Boyle pour libérer les Romanov. Après l'opération Romanov, il immigre en Irlande.
- Leonid Iakov : membre de la Tchéka. Père adoptif de Michael Iakov. Son frère Stanislas a été tué lors de l'évasion d'Andrev et il croit que c'est lui qui l'a tué.
- Lydia Ryan : patriote irlandaise. Au début de 1918, elle fait de la contrebande d'armes pour le compte de l'armée révolutionnaire irlandaise. Ancienne préceptrice des enfants du tsar. Son corps est découvert de nos jours par l'équipe de Laura Pavlov.
- Philip Sorg : espion américain amoureux d'Anastasia. Il l'a connue lors d'un bal donné au palais de Peterhof juste avant la révolution.
- Viktor Kazan : ancien membre de l'Okhrana, il travaille maintenant pour la tchéka. Très cruel, il a battu à mort le père de Sorg, il y a quelques années.
- sergent Mersk : garde rouge sous le commandement de Leonid Iakov. Il est le véritable assassin de Stanislas Iakov. Plus tard, déserteur, il est tué par Andrev.
- Finn Ryan : frère cadet de Lydia Ryan. Membre comme elle de l'IRA, il perd une jambe lors d'une opération manquée contre les Britanniques.
- Tarku : caporal de l'armée impériale sous les ordres de Andrev, il s'évade avec lui et se réfugie à Moscou.
- Walter Hines Page : ambassadeur américain à Londres.
- George V : roi du Royaume-Uni.
- Anastasia : fille cadette du tsar.
- Hanna Volkov : actrice de théâtre d'origine russe. Elle fuit la révolution. A épousé un Russe millionnaire qui a été tué lors de la prise du pouvoir par Lénine.
- Joe Boyle : Canado-irlandais membre de l'armée canadienne. Son plus grand exploit a été de voler le trésor roumain au Kremlin après la prise du pouvoir par Lénine. Il a également aidé Hanna Volkov à s'évader de Russie. Superviseur et chef de l'opéaration visant à faire évader les Romanov.
- Sœur Agnès : maîtresse des novices du couvent de Novo-Tikhvinski à Iekaterinbourg. Membre de l'opération Romanov.
- Igor Sikorsky : ingénieur en aéronautique né à Kiev qui a réussi à fuir la Russie bolchévique avant d'être intercepté. Il conçoit le premier avion de transport longue distance au monde.
- Boris Pozner : pilote de l'avion qui ramène Iouri Andrev, Lydia Ryan et Joe Boyle en Russie.
- Oleg Markov : entrepreneur en pompes funèbres à Iekaterinbourg. Participe au projet d'évasion des Romanov.
- Iakov Iourovski : commandant de la maison Ipatiev et geôlier des Romanov.

## Édition française
- Glenn Meade. Opération Romanov. City Éditions. 2012. 590 p.  (ISBN 9782824602295)